# Districte de Châteauroux
El districte de Châteauroux és un dels quatre del departament francès de l'Indre a la regió del Centre-Vall del Loira. Té 6 cantons i 56 municipis. El cap del districte és la prefectura de Châteauroux.

## Cantons
- cantó d'Ardentes
- cantó d'Argenton-sur-Creuse
- cantó de Buzançais
- cantó de Châteauroux-Centre
- cantó de Châteauroux-Est
- cantó de Châteauroux-Oest
- cantó de Châteauroux-Sud
- cantó de Châtillon-sur-Indre
- cantó d'Écueillé
- cantó de Levroux
- cantó de Valençay